# Cabezabellosa
Cabezabellosa là một đô thị trong tỉnh Cáceres, Tây Ban Nha. Đô thị này có diện tích là 33,56 ki-lô-mét vuông, dân số năm 2009 là 418 người với mật độ 12,46 người/km². Đô thị này có cự ly km so với tỉnh lỵ Cáceres.